# Silhouettes (Klaus Schulze)
Silhouettes is een studioalbum van Klaus Schulze. Het album dat in 2017 werd opgenomen bevat voor het eerst sinds vijf jaar nieuwe muziek van de Duitse synthesizerspecialist. De muziek kwam na een periode waarin de musicus ernstig ziek was. Hij kondigde op de platenhoes van Silhouettes dan ook aan dat het geven van concerten voor hem onmogelijk is geworden. Schulze zei zelf over het album, dat hij alle versierselen in deze nieuwe muziek weg heeft gelaten; hij wilde terug naar de essentie. Opnamen vonden plaats in de Moldau geluidsstudio.

## Musici
- Klaus Schulze, Tom Dams – synthesizers, elektronica

## Muziek
| Nr. | Titel                                  | Duur  |
| --- | -------------------------------------- | ----- |
| 1.  | Silhouettes (Schulze, Dams)            | 15:41 |
| 2.  | Der lange Blick zurück (Schulze, Dams) | 22:07 |
| 3.  | Quae simplex (Schulze, Dams)           | 21:47 |
| 4.  | Chateaux faits de vent (Schulze, Dams) | 15:08 |